# Skerešovo
Skerešovo es un municipio del distrito de Revúca en la región de Banská Bystrica, Eslovaquia, con una población estimada a final del año 2024 de 210 habitantes.
Se encuentra ubicado al sureste de la región, en la cuenca hidrográfica del río Sajó  —un afluente derecho del río Tisza— y cerca de la frontera con la región de Košice y con Hungría.

## Demografía
| Año        | 1994 | 2004     | 2014    | 2024     |
| ---------- | ---- | -------- | ------- | -------- |
| Población  | 260  | 229      | 245     | 210      |
| Diferencia |      | −11,92 % | +6,98 % | −14,28 % |

| Año        | 2023 | 2024    |
| ---------- | ---- | ------- |
| Población  | 215  | 210     |
| Diferencia |      | −2,32 % |